# Liga dos Campeões da CAF de 2014 – Fase Final
A Fase Final da Liga dos Campeões da CAF de 2014 foi disputada entre 19 de setembro até 1 de novembro. Um total de quatro equipes participaram desta fase.

## Equipes classificadas
Os primeiros e segundo lugares de cada grupo da fase de grupos se classificaram para esta fase.
| Grupo | Vencedores | Segundo-lugares |
| ----- | ---------- | --------------- |
| A     | TP Mazembe | AS Vita Club    |
| B     | CS Sfaxien | ES Sétif        |

## Calendário
O calendário para cada fase é o seguinte.
| Fase       | Partida de ida    | Partida de volta              |
| ---------- | ----------------- | ----------------------------- |
| Semifinais | 19–21 de setembro | 26–28 de setembro             |
| Final      | 24–26 de outubro  | 31 de outubro – 2 de novembro |

## Semifinais
Nas semifinais o vencedor do Grupo A enfrenta o segundo lugar do Grupo B e o vencedor do Grupo B enfrenta o segundo lugar do Grupo A.

### Partidas de ida
| 20 de setembro | ES Sétif               | 2 – 1                     | TP Mazembe   | Stade 8 Mai 1945, Setif   |
| 20:00 (UTC+1)  | Younès 55' · Ziaya 89' | Relatório Relatório (CAF) | Arroussi 52' | Árbitro: CMR Néant Alioum |

| 21 de setembro | AS Vita Club             | 2 – 1                     | CS Sfaxien  | Stade Tata Raphaël, Kinshasa    |
| 15:30 (UTC+1)  | Mubele 37' · Luvumbu 54' | Relatório Relatório (CAF) | Maâloul 69' | Árbitro: MAR Bouchaïb El Ahrach |

### Partidas de volta
| 27 de setembro | CS Sfaxien  | 1 – 2                     | AS Vita Club             | Stade Taïeb Mhiri, Sfax      |
| 18:00 (UTC+1)  | Derbali 26' | Relatório Relatório (CAF) | Dayo 45+1' · Sentamu 55' | Árbitro: CIV Noumandiez Doué |

AS Vita Club venceu por 4–2 no placar agregado e avançou a final.
| 28 de setembro | TP Mazembe                              | 3 – 2                     | ES Sétif              | Stade TP Mazembe, Lubumbashi |
| 15:00 (UTC+2)  | Adjei 21' · Coulibaly 38' · Bolingi 53' | Relatório Relatório (CAF) | Ziaya 9' · Younès 75' | Árbitro: EGY Gehad Grisha    |

4–4 no placar agregado. ES Sétif avançou a final pela regra do gol fora de casa.

## Final
Na final a ordem das partidas é definida por sorteio, realizado após o sorteio da fase de grupos (realizado em 29 de abril de 2014 na sede da CAF).

### Partida de ida
| 26 de outubro | AS Vita Club             | 2 – 2                     | ES Sétif                 | Stade Tata Raphaël, Kinshasa |
| 15:30 (UTC+1) | Mabidi 45+3' (pen.), 77' | Relatório Relatório (CAF) | Mubele 18' · Djahnit 57' | Árbitro: ZAM Janny Sikazwe   |

### Partida de volta
| 1 de novembro | ES Sétif   | 1 – 1                     | AS Vita Club | Stade Mustapha Tchaker, Blida |
| 19:15 (UTC+1) | Younès 50' | Relatório Relatório (CAF) | Mabidi 54'   | Árbitro: GAM Bakary Gassama   |